# Головизна

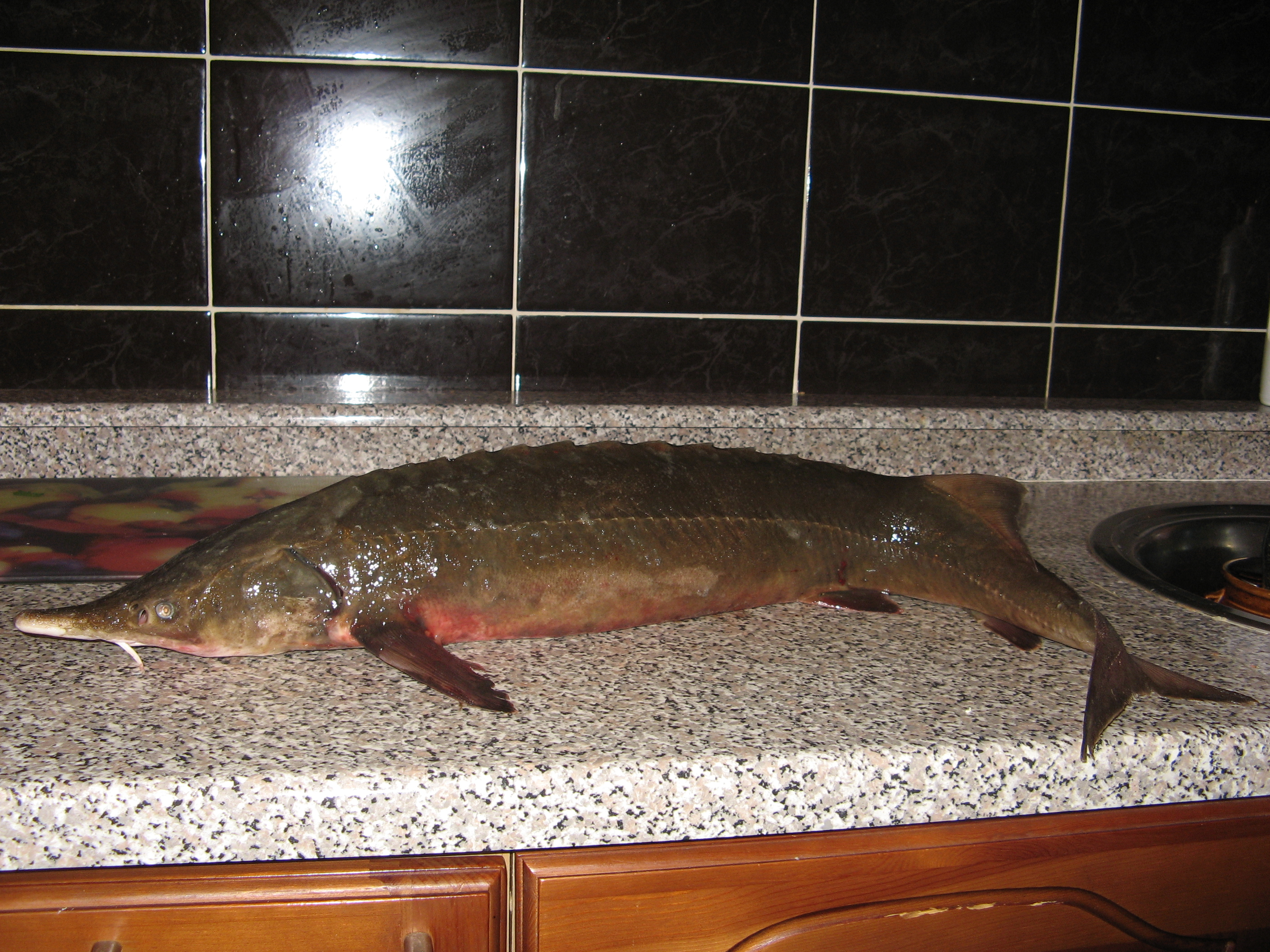
Сибирский осётр

Голови́зна — рыбный продукт, головы крупной, преимущественно красной рыбы — осетровых. К головизне также относят части хребта осетровой рыбы.
В русской кулинарной традиции головизна нашла самое широкое применение. Перед термической обработкой из рыбных голов удаляют глаза и жабры. На головизне варят наваристые и вкусные рыбные бульоны для приготовления борщей, щей, рассольников, солянок и других заправочных рыбных супов и рыбных студней. Спустя час с начала варки бульона с кореньями головизну обычно вынимают, чтобы отделить мякоть, а кости и хрящи продолжают варить в бульоне до размягчения хрящей в течение 3—4 часов. Мякоть головизны с хрящами пускают на начинку пирожков, которые подают к рыбным бульонам. Мякоть, снятую с отваренной головизны и тушенную с шампиньонами, подают в качестве деликатесной закуски.